# Зых, Юзеф
Юзеф Зых (пол. Józef Zych; род. 23 марта 1938, Гидлярова, Подкарпатское воеводство) — польский юрист и политик, член парламента непрерывно с 1989 по 2015 год (X, I, II, III, IV, V, VI и VII созыва), бывший маршал и заместитель спикера Сейма, с 2015 года член Государственного трибунала.

## Биография
Был активным скаутом. В 1961 году приговорен к восьми месяцам тюремного заключения за «невыполнение обязанностей» во время скаутского лагеря вблизи города Кросно-Оджанське.
Окончил факультет права Университета Адама Мицкевича в Познани (1966), где он получил степень доктора юридических наук (1976).
В 1975 году Юзеф Зых присоединился к Объединенной народной партии. В 1989-м он был избран депутатом. В 1988-1990 годах был членом Совета охраны памяти борьбы и мученичества. С 1991 года Юзеф Зых избирался от Польской крестьянской партии. Был заместителем спикера Сейма. С 19 октября 2005 года по 26 октября 2005 года он исполнял обязанности старшего маршала V Сейма.
В 2015 году он не переизбирался. 18 ноября 2015 избран членом Трибунала, по рекомендации PSL. Начал работу 11 декабря 2015.